# Umberto Malchiodi
Umberto Malchiodi (* 9. November 1889 in Piacenza; † 11. November 1974) war katholischer Bischof von Piacenza.

## Leben
Malchiodi wurde am 1. Juni 1912 zum Priester geweiht.
Nachdem er am 14. November 1938 durch Papst Pius XI. zum Erzbischof von Camerino ernannt wurde, empfing er am 21. Dezember die Bischofsweihe durch den damaligen Bischof von Piacenza Ersilio Menzani.
Am 18. Februar 1946 ernannte ihn Papst Pius XII. zum Koadjutor der Diözese Piacenza und zum Titularerzbischof von Serrae. Mit dem Tode von Erzbischof (persönlicher Titel) Menzani am 30. Juni 1961 wurde Malchiodi am selben Tage Bischof von Piacenza. Wie auch sein Vorgänger behielt er den persönlichen Titel eines Erzbischofs. Am 2. Juni 1969 weihte Malchiodi den späteren Kardinal Ersilio Tonini zum Bischof.
Papst Paul VI. nahm am 3. Juni 1969 sein Rücktrittsgesuch an und ernannte ihn gleichzeitig zum Titularerzbischof von Astigi.